# 8723 Azumayama
8723 Azumayama este un asteroid din centura principală de asteroizi.

## Descriere
8723 Azumayama este un asteroid din centura principală de asteroizi. A fost descoperit pe 23 septembrie 1996 la Nanyo de Tomimaru Okuni. El prezintă o orbită caracterizată de o semiaxă mare de 2,28 ua, o excentricitate de 0,13 și o înclinație de 6,2° în raport cu ecliptica.